# 1999 SX5
1999 SX5 är en asteroid i huvudbältet som upptäcktes den 30 september 1999 av LINEAR i Socorro County, New Mexico.
Asteroiden har en diameter på ungefär 4 kilometer.